# Mission D
「Mission D」(ミッション・ディー)は小野大輔の7枚目のシングル。2014年11月19日にLantisから発売された。

## 収録曲
1. Mission D
  - 作詞：畑亜貴／作曲・編曲：渡辺未来
2. Distance
  - 作詞：こだまさおり／作曲・編曲：増田武史
3. OffsiDe T-RAP!
  - 作詞：松井洋平／作曲・編曲：木下智哉
4. Mission D(inst)
5. Distance(inst)
6. OffsiDe T-RAP!(inst)

### DVD
- Mission D Music Clip